# 咸驩縣
咸驩縣（咸懽縣），是漢代九真郡下轄的一個縣。吳、晉、劉宋、南齊、梁、陳、隋、唐仍置。

## 沿革
- 周時越常氏地。
- 漢武帝元鼎六年開九真郡，縣七：胥浦縣、居風縣、都龐縣、餘發縣、咸驩縣、無切縣、無編縣[2]。
- 吳置九德郡，統縣八：九德縣、咸驩縣、南陵縣、陽遂縣、扶苓縣、曲胥縣、浦陽縣、都洨縣[3]。
- 宋九德郡，統縣十一[4]：浦陽縣、九德縣、咸驩縣、都汱縣、西安縣、南陵縣、越常縣、宋泰縣、宋昌縣、希平縣[5][6]。
- 南齊九德郡，領縣七：九德縣、咸驩縣、浦陽縣、南陵縣、都洨縣、越常縣、西安縣[7]
- 梁置德州。
- 隋開皇十八年改曰驩州，日南郡，統縣八：九德縣、咸驩縣、浦陽縣、越常縣、金寧縣、交谷縣、安遠縣、光安縣[8]
- 唐武德五年，於咸驩縣置驩州，領安人縣、扶演縣、相景縣、西源縣四縣，治安人縣。貞觀九年改為演州。十三年省相景縣入扶演縣。十六年廢演州。其所管四縣，廢入咸驩縣。後改為懷驩縣[9]